# Вермілліон (Канзас)
Вермілліон (англ. Vermillion) — місто (англ. city) в США, в окрузі Маршалл штату Канзас. Населення — 76 осіб (2020).

## Географія
Вермілліон розташований за координатами 39°43′3″ пн. ш. 96°15′56″ зх. д. / 39.71750° пн. ш. 96.26556° зх. д. (39.717551, -96.265419).  За даними Бюро перепису населення США в 2010 році місто мало площу 0,65 км², з яких 0,63 км² — суходіл та 0,02 км² — водойми. В 2017 році площа становила 0,56 км², з яких 0,54 км² — суходіл та 0,02 км² — водойми.

## Демографія
Згідно з переписом 2010 року, у місті мешкало 112 осіб у 54 домогосподарствах у складі 28 родин. Густота населення становила 172 особи/км².  Було 74 помешкання (114/км²).
Расовий склад населення:
| - 94,6 % — білих - 1,8 % — корінних американців |

До двох чи більше рас належало 3,6 %. Частка іспаномовних становила 5,4 % від усіх жителів.
За віковим діапазоном населення розподілялося таким чином: 15,2 % — особи молодші 18 років, 58,0 % — особи у віці 18—64 років, 26,8 % — особи у віці 65 років та старші. Медіана віку мешканця становила 48,0 року. На 100 осіб жіночої статі у місті припадало 107,4 чоловіків;  на 100 жінок у віці від 18 років та старших — 115,9 чоловіків також старших 18 років.
Середній дохід на одне домашнє господарство  становив 65 075 доларів США (медіана — 26 944), а середній дохід на одну сім'ю — 36 644 долари (медіана — 31 875). За межею бідності перебувало 20,5 % осіб, у тому числі 32,1 % дітей у віці до 18 років та 0,0 % осіб у віці 65 років та старших.
Цивільне працевлаштоване населення становило 32 особи. Основні галузі зайнятості: мистецтво, розваги та відпочинок — 28,1 %, освіта, охорона здоров'я та соціальна допомога — 28,1 %, транспорт — 9,4 %, виробництво — 9,4 %.